# 지구의 중력

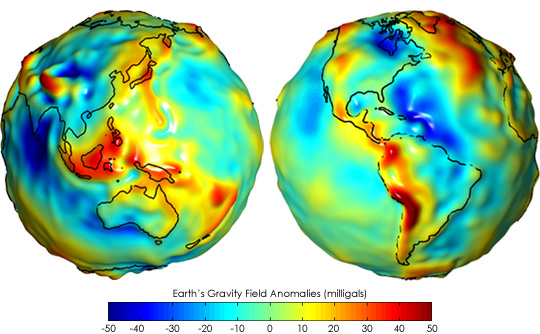
NASA GRACE 미션으로 측정한 지구의 중력. 소위 지구 타원체라고 불리는 이상적이고 매끄러운 지구의 이론적 중력과 편차를 보인다. 빨간색은 표준값보다 중력이 강한 영역을 나타내고, 파란색은 중력이 약한 영역을 나타낸다.(애니메이션 버전).

지구의 중력(地球重力, 영어: gravity of Earth)은 g로 표기되며 중력(지구 내 질량 분포로 인한)과 원심력(지구의 자전으로 인한)의 결합 효과로 인해 물체에 전달되는 순 가속도이다. 이것은 벡터량으로, 그 방향은 다림추와 일치하고 강도 또는 크기는 {\displaystyle g=\|{\mathit {\mathbf {g} }}\|}으로 지정된다.

## 같이 보기
- 지구
- 중력